# Élections législatives de 2015 en Transnistrie
Les Élections législatives de 2015 en Transnistrie ont lieu le 29 novembre 2015 afin de renouveler les  43 membres du conseil suprême de Transnistrie, république sécessionniste de la république de Moldavie. Des élections municipales ont lieu le même jour.

## Système électoral
Le conseil suprême est un parlement unicaméral composé de 43 membres élus pour cinq ans au scrutin uninominal majoritaire à un tour dans autant de circonscriptions
Initialement prévues pour mars 2015, les législatives sont reportées en fin d'année afin d'être pour la première fois organisées en même temps que les élections municipales, pour des économies d'organisation estimées à 8 millions de roubles. Un total de 138 candidats se présentent aux élections législatives.

## Résultats
|                           |                                         |         |       |        |               |  |  |  |  |
| Parti                     | Parti                                   | Voix    | %     | Sièges | +/-           |  |  |  |  |
|                           | Parti républicain "Renouveau"           |         |       | 35     | 10            |  |  |  |  |
|                           | Parti communiste de Pridnestrovie (PCP) |         |       | 1      | en stagnation |  |  |  |  |
|                           | Parti démocratique du peuple "Proriv!"  |         |       | 0      | 1             |  |  |  |  |
|                           | Autres partis                           |         |       | 0      | en stagnation |  |  |  |  |
|                           | Indépendants                            |         |       | 7      | 9             |  |  |  |  |
|                           | Aucun d'entre eux                       |         |       |        |               |  |  |  |  |
|                           |                                         |         |       |        |               |  |  |  |  |
| Suffrages exprimés        |                                         |         |       |        |               |  |  |  |  |
| Votes blancs et invalides |                                         |         |       |        |               |  |  |  |  |
| Total                     | Total                                   | 205 229 | 100   | 43     | en stagnation |  |  |  |  |
| Abstentions               | Abstentions                             | 219 279 | 51,65 |        |               |  |  |  |  |
| Inscrits / participation  | Inscrits / participation                | 424 508 | 48,35 |        |               |  |  |  |  |